# Taggeados
Taggeados fue una serie de televisión colombiana (y después Webserie) de Caracol Televisión, que se estrenó el 1 de agosto de 2015. Fue cancelada la trasmisión por televisión el 23 de agosto sin cumplir un mes al aire, debido a su bajo índice de rating. Su trasmisión fue trasladada como programa de internet y se emitió sus últimos capítulos en La página de internet de Caracol y por canales de Youtube.

## Elenco[4]
- María Gallego
- Nicolás Cardozo
- Sandra Serrato es Alejandra Puerta
- Sebastián Arango[5]
- Mario Ruiz[5]
- María José Vargas Agudelo es Emmilia
- Juan Pablo Jaramillo[5]
- Juan Cardozo
- Juana Martínez
- Kiko Rubiano
- Juan Diego Saenz

### Actuaciones especiales
- Jimmy Vásquez
- Eileen Roca
- Jose Mejia